# 瞽女

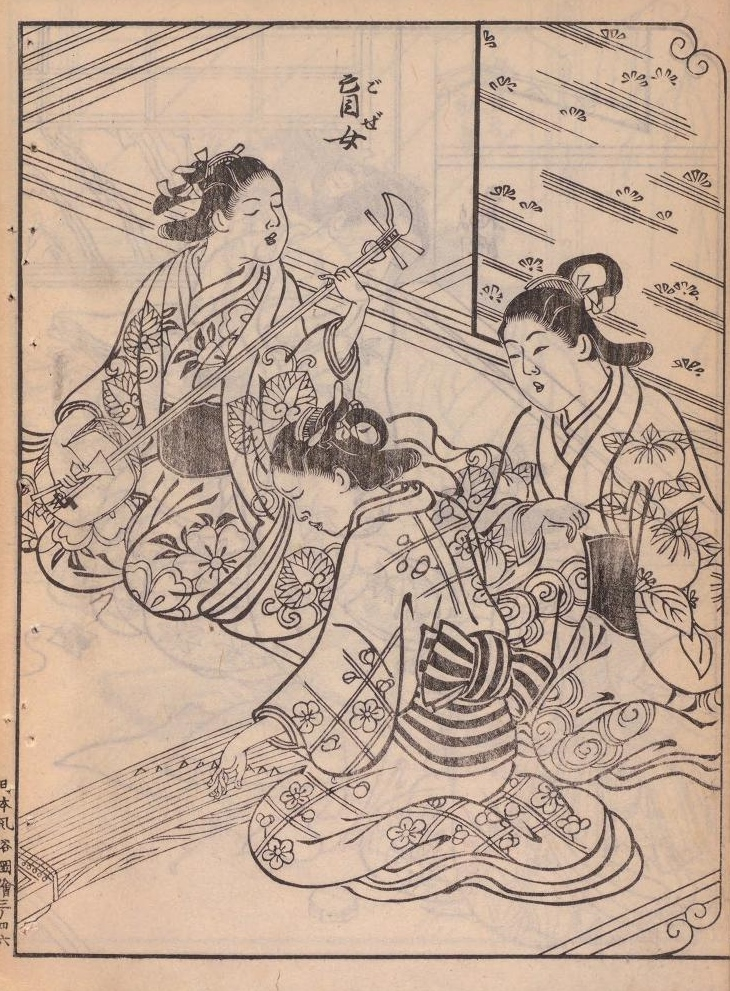
瞽女（盲女）・日本风俗图绘

瞽女(日语：／ goze *)是古代与近代日本的女性盲人卖艺者。其日语训读来自于对其敬称“盲御前（めくらごぜん）”。瞽女表演直到近代都活跃于日本全国。至20世纪则以新潟県为中心在北陸地方各处弹唱三味线，时夹以胡弓，是以巡回进行門付表演为生的云游艺人。亦称女盲目（おんなめくら）。

## 脚注